# Charlene Tilton
Charlene L. Tilton (San Diego, Kalifornia, 1958. december 1. –) amerikai színésznő, énekesnő.
Legismertebb szerepe Lucy Ewing a Dallas című tévésorozatban.

## Élete és pályafutása
Tilton legelőször a Happy Days és az Eight Is Enough sorozatokban szerepelt egy-egy epizódban. Az első mozifilmes szerepét Jodie Fosterrel együtt játszotta a Bolondos péntek (1976) című filmben. 1978-ban Tiltonnak egy cameo megjelenése volt a John Milius által rendezett Nagy szerda című filmben. Egy évvel később megkapta a nemzetközi ismertséget hozó szerepét, a Dallas sorozat Lucy Ewing szerepével, aki a sorozatban Jock Ewing unokájaként. 1980-ban szerepet kapott a Dallas spin-off sorozatában a Knots Landingben is.
Charlene Tiltonnak zenei karrierje későn indult be, bár hallható volt hangja a Dallas egyik 1978-as részében. Csak 1984-ben adta ki első kislemezét, „C'est La Vie” címmel, mely Európa számos országában sláger lett.
Az 1990-es években Charlene Tilton az Abdominizer edzőfelszerelés reklámjaiban szerepelt.  Szerepelt az Egy rém rendes család sorozatban, ahol ezeket a reklámokat parodizálták. További paródiákban is szerepelt, mint A báránysültek hallgatnak (1994), a Superhero Movie (2008) és a Paranormal Calamity (2010). 2005-ben szerepelt A Farm brit valóságshowban is.
2001-ben Tiltonnak a Young Artist Foundation a Korábbi Gyermekszínészek életműdíját adományozta a Dallas sorozatban játszott Lucy Ewing szerepéért.
2012-ben Tilton a TNT által újraindított Dallas televíziós sorozatban tért vissza Lucy Ewing szerepében.

## Filmjei
- Bolondos péntek (1976)
- Nagy szerda (1978)
- Dallas (1978-1990)
- Szerelemhajó (1980-1987)
- Gyilkos sorok (1987)
- Talpig zűrben 2. (1991)
- Halálos játék (1992)
- A cselszövés (1992)
- Egy rém rendes család (1993)
- A báránysültek hallgatnak (1994)
- Három tökjó bűnbeesés (1995)
- Óvakodj a szöszitől! (2001)
- Kis nagy színész (2003)
- Pánikkapcsoló (2007)
- Lányok forró szoknyában (2010)
- Dallas (2012-2014)
- Michael a végzetem (2014)
- A semmi közepén (2015)
- Bosszú szeretetből (2017)
- Járatlan út (2017)
- Startup szerelem (2019)

## Fordítás
- Ez a szócikk részben vagy egészben  a   Charlene Tilton című angol Wikipédia-szócikk fordításán alapul.  Az eredeti cikk szerkesztőit annak laptörténete sorolja fel. Ez a jelzés csupán a megfogalmazás eredetét és a szerzői jogokat jelzi, nem szolgál a cikkben szereplő információk forrásmegjelöléseként.

## További információ
- Hivatalos oldal
- Charlene Tilton a PORT.hu-n (magyarul)
- Charlene Tilton az Internetes Szinkronadatbázisban (magyarul)
- Charlene Tilton az Internet Movie Database-ben (angolul)
- Charlene Tilton a Rotten Tomatoeson (angolul)